# 吉良満氏
吉良 満氏 / 足利 満氏（きら みつうじ / あしかが みつうじ）は、鎌倉時代後期の武将・御家人。三河国西条領主。越前国守護。妻は足利泰氏の娘。上総介、従五位下、左衛門尉。

## 生涯
吉良長氏の嫡男として誕生。

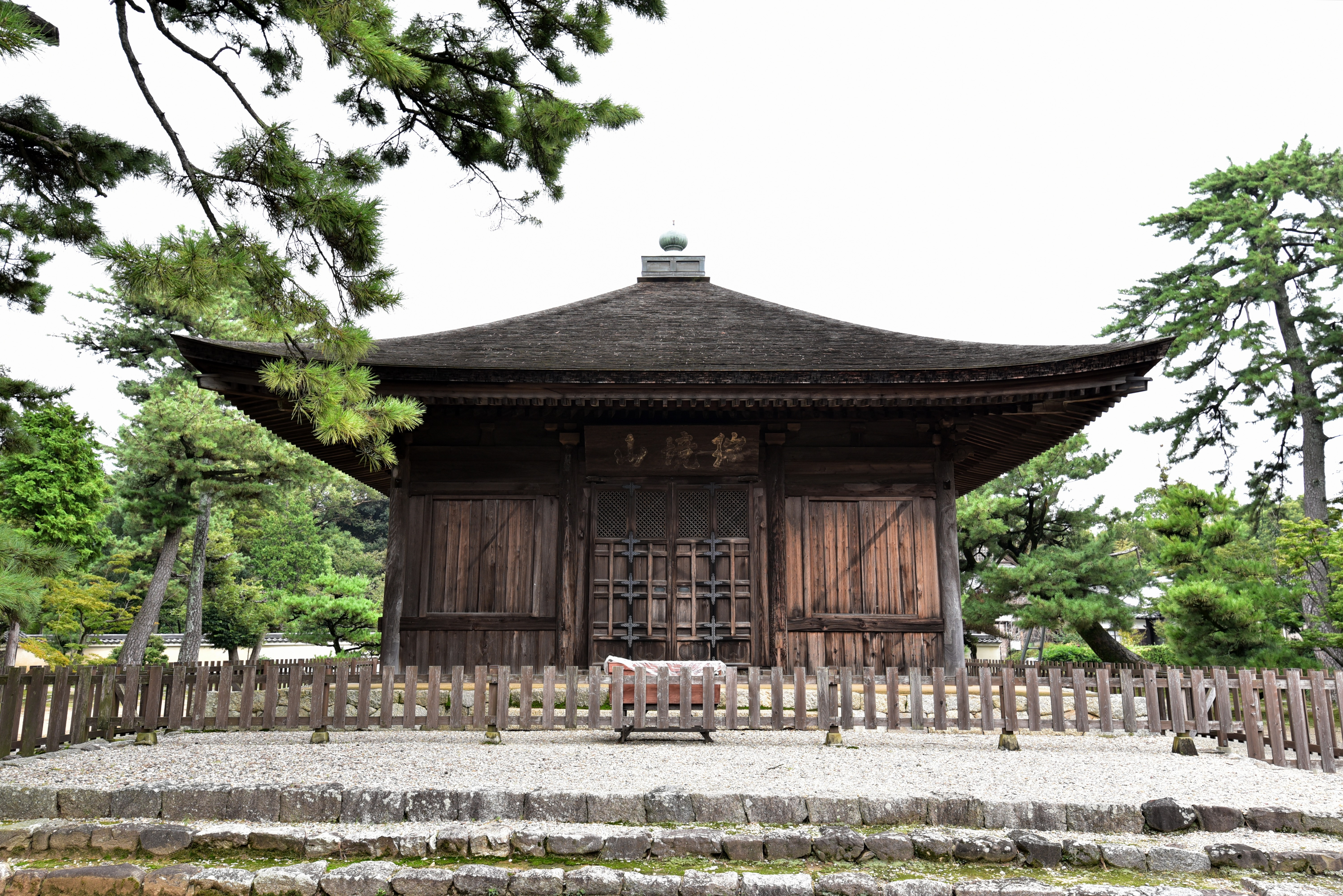
吉良満氏が創建した実相寺

『吾妻鏡』には建長4年（1252年）4月1日、新将軍宗尊親王の鎌倉入りの随兵として登場するのが最初で、正嘉元年（1257年）から廂番、正元2年（1260年）には昼番衆として表れる。弘長3年（1263年）8月の記事を最後に『吾妻鏡』から名前が見えなくなるが、三河国吉良庄（現・愛知県西尾市）へ帰ったらしい。
文永8年（1271年）、吉良庄に東福寺の円爾を招き、実相寺を創建した（『聖一国師年譜』『元享釈書』）。
文永の役後、防備体制強化の一環として、越前国守護に任ぜられた。鎌倉時代に足利氏の庶流で守護になったのは満氏が唯一であり、異例の人事だった。
弘安7年（1284年）、北条時宗が出家、死去。この頃、満氏も出家した（『尊卑分脈』）。直後に、足利家時が自害、北条時国が殺された。
弘安8年（1285年）11月17日、鎌倉で霜月騒動が起こり、子・貞氏（足利上総三郎）が殺された（『鎌倉年代記』裏書）。貞氏の跡は、その弟・貞義が継いだ。